# 麥克勞克林撞擊坑
麥克勞克林撞擊坑（英語：McLaughlin Crater）是位於火星欧克西亚沼区的一個古老撞擊坑，中心座標21°54′N 337°38′E / 21.9°N 337.63°E。它的直徑90.92公里，深度2.2公里。該撞擊坑以美國天文學家迪安·班傑明·麥克勞克林命名。NASA 的火星偵察軌道器已經在該撞擊坑內發現到了大約37到40億年前液態水流入該撞擊坑內的證據，並且發現了和碳酸鹽有關的黏土礦物。